# 대동기어
대동기어 주식회사(Daedong Gear Co. Ltd.)는 대한민국의 동력전달장치 부품기업으로, 대동의 계열사이다.

## 사업
농기계, 자동차, 산업기계 등에 활용되는 핵심 동력 부품(변속기 및 기어류)을 제조하고 있다 2024년 우크라이나에서 농기계를 수입판매하는 총판 A사와 3년간 300억원 규모 트랙터를 공급하는 광약 총판 계약을 체결하였다 사업구조상 매출 의존도가 트랙터 핵심 부품 트랜스미션을 공급하는 트랙터 기업인 모회사 ㈜대동의 성장에 절대적으로 의존하고 있다.

## 역사 및 현황
1973년 대동농기기어로 설립되어 1983년 현재의 사명으로 변경하였으며1991년 5월 코스닥시장에 상장되었다.

## 같이 보기
- 대동
- 대동금속